# The Richest Man in Babylon
The richest man in Babylon è il terzo album dei Thievery Corporation, pubblicato nel 2002.
Le canzoni presenti nell'album sono un mix di diversi generi, tra cui dub, jazz, musica dance, rap e reggae. Le canzoni sono cantate in diverse lingue, tra cui inglese, francese ("Ume simple historie"), portoghese ("Meu destino"), spagnolo ("Exilio") e persiano ("Omid"). A ribadire il loro multiculturalismo, le canzoni sono cantate da cantanti di diverse origini, tra cui Emilíana Torrini (Islanda), Pam Bricker, LouLou, cantanti latini e rapper giamaicani, tra cui Notch.

## Tracce
1. Heaven's Gonna Burn Your Eyes (feat. Emilíana Torrini) – 4:10
2. Facing East (feat. Pam Bricker) – 3:43
3. The Outernationalist (feat. Ras Pidow) – 3:30
4. Interlude – 1:21
5. Omid (Hope) (feat. Lou Lou) – 3:48
6. All That We Perceive (feat. Pam Bricker) – 3:46
7. Un Simple Histoire (A Simple History) (feat. Lou Lou) – 3:45
8. Meu Destino (Il mio destino) (feat. Patrick dos Santos) – 3:29
9. Exilio (Esilio) (feat. Verny Varela) – 3:03
10. From Creation – 4:19
11. The Richest Man in Babylon (feat. Notch) – 3:50
12. Liberation Front – 5:04
13. The State of the Union (feat. Sleepywonder and Shinehead) – 4:28
14. Until the Morning (feat. Emilíana Torrini) – 3:56
15. Resolution – 4:46